# Eremaea phoenicea
Eremaea phoenicea är en myrtenväxtart som beskrevs av Hnatiuk. Eremaea phoenicea ingår i släktet Eremaea och familjen myrtenväxter. Inga underarter finns listade i Catalogue of Life.